# Cynthia Lamontagne
Pour les articles homonymes, voir Lamontagne.
Cynthia Ann Lamontagne est une actrice américaine née le 15 février 1966 aux États-Unis. Elle est connue pour avoir interprété le rôle de Rhonda dans la série That '70s Show et de femme-robot dans le film Austin Powers.

## Filmographie

### Cinéma
- 1997 : Austin Powers : Femme-robot
- 1998 : Border to Border : L'autre femme
- 1998 : My Engagement Party : Stacy
- 2000 : American Virgin : Gloria
- 2002 : Would I Lie to You? : Serenity
- 2008 : Sans Sarah, rien ne va ! : Barwoman
- 2008 : Disjoncté : Hôtesse de restaurant
- 2008 : Flirter avec les embrouilles : Sandra
- 2008 : L'Impasse : Femme dans l'ascenseur

## Séries télévisées
- 1995 : Maybe This Time : Bethany
- 1998 : Frasier : Annie (épisode Ski doux)
- 2001 : That '70s Show : la grosse Rhonda (2001 à 2002) (six épisodes)
- 2001 : Buffy contre les vampires : Lydia (2001, 2002) (deux épisodes)
- 2005 : Veronica Mars : Catherine Lenova/Yelena Sukarenko (épisode Éclipse totale du cœur)
- 2006 : Esprits criminels : Becky la journaliste (non crédité)
- 2007 : Eyes : Nicole Talbert